# 봉화여객
봉화여객은 경상북도 봉화군 봉화읍을 중심으로 봉화군의 농어촌버스를 운행하는 경상북도의 농어촌버스 운수업체이다.

## 연혁
- 2024년 1월 1일: 봉화군의 농어촌버스 무료 운행 관련 영주여객 설립(분사)